# Nove Jîttea, Malîn
Nove Jîttea (în ucraineană Нове Життя) este un sat în comuna Novi Vorobii din raionul Malîn, regiunea Jîtomîr, Ucraina.

## Demografie
Componența lingvistică a localității Nove Jîttea
     Ucraineană (100%)
Conform recensământului din 2001, toată populația localității Nove Jîttea era vorbitoare de ucraineană (100%).